# Volvo FMX
Volvo FMX — сімейство вантажних автомобілів для важкого будівництва, що виробляються компанією Volvo Trucks з 2010 року.

## Опис

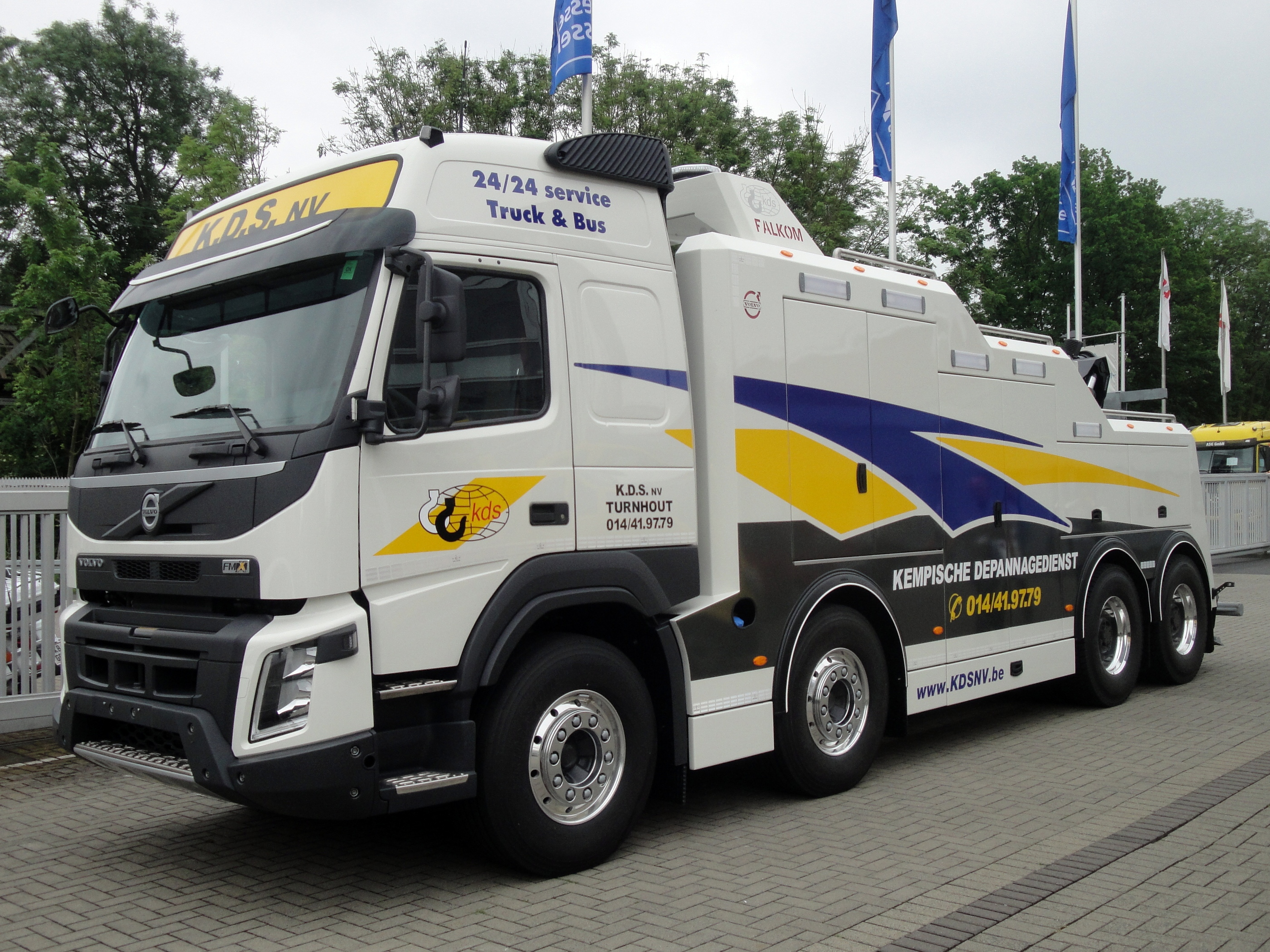
Volvo FMX 500 8х4 (2010-2014)

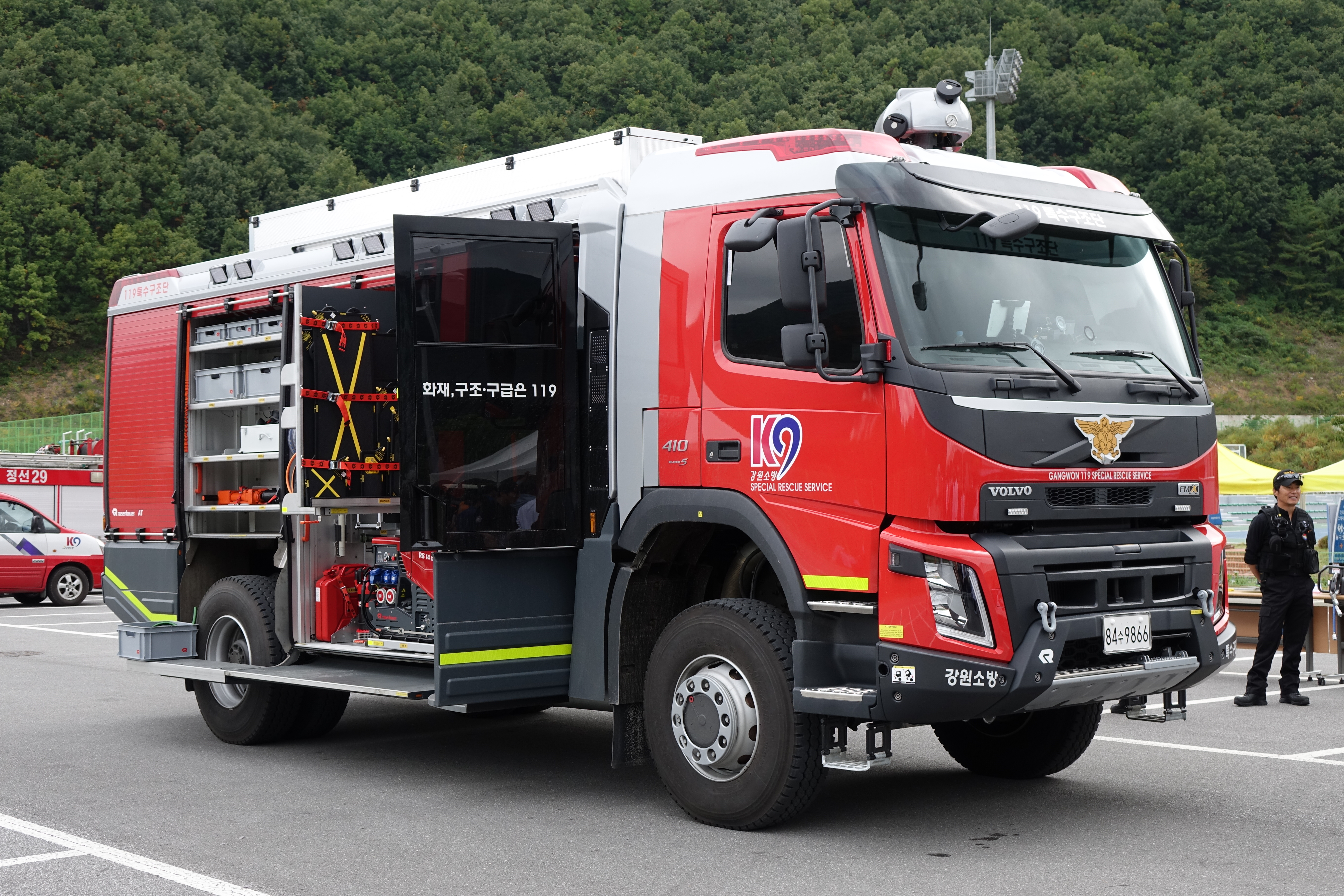
Volvo FMX 410 4х4 (2014-2021)

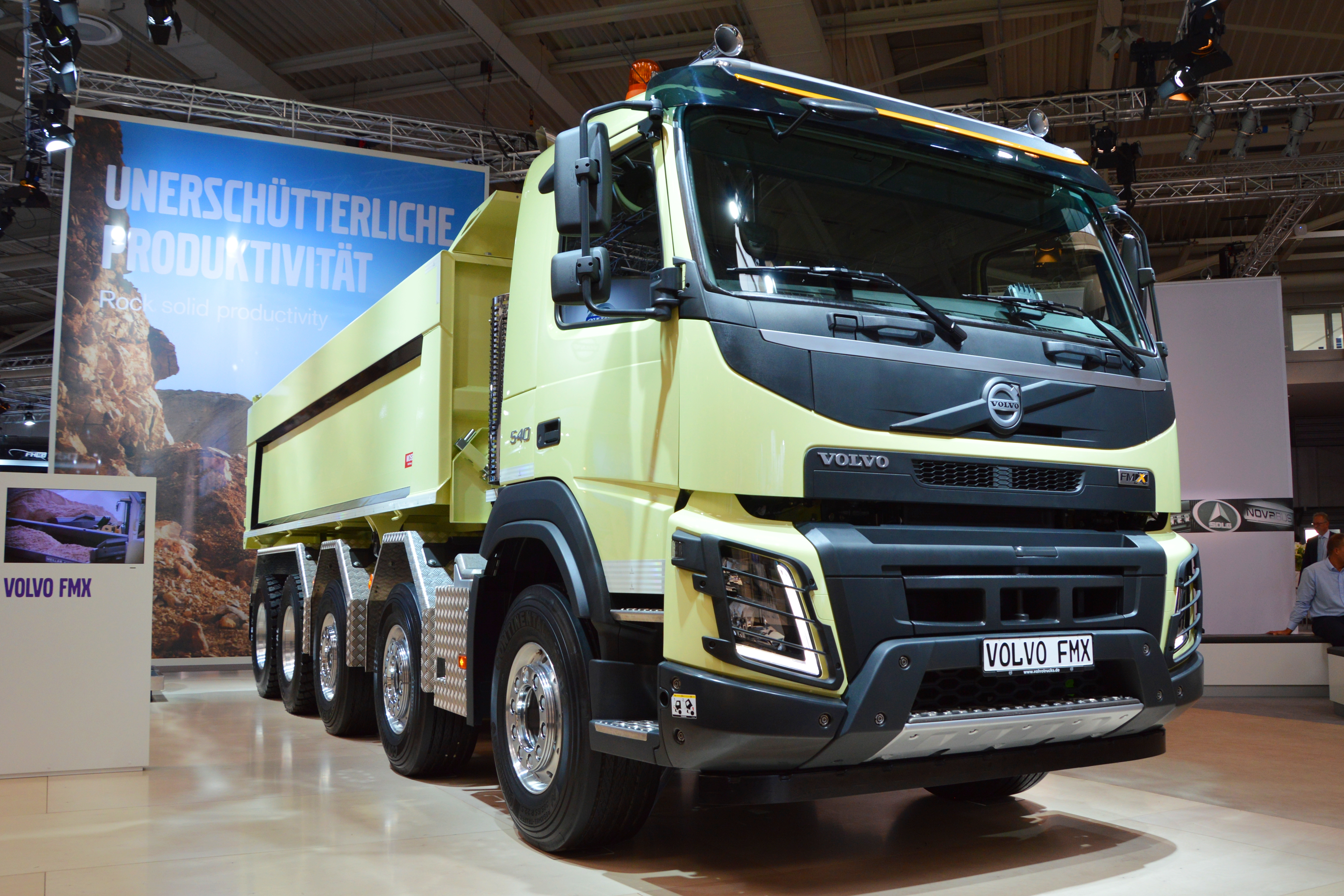
Volvo FMX 540 10х4 (2014-2021)

Прем'єра вантажівки відбулася в квітні 2010 року. Volvo FMX розроблений на шасі Volvo FM у варіантах з колісною формулою 4х4, 6х4, 6х6, 8х4. Шасі призначено для установки самоскидних кузовів, бетонозмішувачів та іншими кузовами, переважно будівельного призначення. Кабіни вантажівки пропонуються в декількох варіантах: коротка і подовжена з високою або стандартної дахом. Ергономіка вантажівки продумана з урахуванням експлуатації на не асфальтованих дорогах і будівельних майданчиках. Для цього встановлено захист двигуна, посилені мости і рама, підняті вище, ніж у FM баки. Volvo FMX комплектується модернізованими дизелями D11 зі збільшеним обертовим моментом в діапазоні потужностей 330, 370 і 430 к.с. (Євро-3). На замовлення можна поставити дизель D13 (360-500 к.с.). Коробка передач автоматизована I-Shift.
В 2014 році модель оновили. Для нового Volvo FMX доступні двигуни робочим об'ємом 11 і 13 літрів, що відповідають стандарту токсичності Євро-6. Потужність двигуна D11 варіюється від 330 до 450 к.с., а двигуна D13 - від 380 до 540 к.с. Для країн, що не входять до складу Європи, будуть доступні двигуни екологічного класу Євро-3, Євро-4 і Євро-5.